# Тахінові мухи
Тахінові мухи, гусенникові, тахініди (Tachinidae) — численна родина комах з підряду коротковусих двокрилих, поширених повсюдно. Включає 8547 відомих видів. Личинки більшості видів — внутрішні паразитоїди комах.

## Загальна характеристика
Довжина тіла представників родини — 3-20 мм. Тіло вкрите щетинками. Форма черевця яйцеподібна або конусоподібна. Черевце складається з 4 кілець. Останній членик вусиків стиснутий з боків. Імаго активні в сонячну теплу погоду і часто зустрічаються на квітках рослин, де харчуються нектаром. Для деяких видів властивий сутінковий період активності.

## Паразитування личинок та особливості розмноження
Личинки більшості видів є внутрішніми паразитоїдами комах. Деякі види паразитують також на губоногих багатоніжках.
Після спарювання самиця не відразу відкладає яйця. Зазвичай на дозрівання яєць додатково потрібно від 8 до 25 діб. Після цього самиця починає пошуки господаря для майбутніх личинок. Способи його зараження різні у різних груп тахін. Яйця можуть відкладатися на листя рослин, якими живляться гусениці метеликів, псевдогусінь пильщика та інші комахи. У разі паразитування на личинках ґрунтових комах самиці відкладають яйця в ґрунт, а личинки після виходу певний час мігрують у пошуках господаря. Деякі види відкладають яйця безпосередньо в тіло комахи. Є живородні види. У багатьох випадках відкладання яєць відбувається лише в присутності господаря. В домініканському бурштині знайдено жука-довгоносика з яйцем тахіни, прикріпленим до його передньоспинки.
Личинки спершу не зачіпають життєво важливих органів і лише по завершенні свого розвитку виділяють у тіло господаря велику кількість травного соку, що повністю перетравлює його органи і тканини. Закінчивши харчуватися, личинки виходять з тіла господаря і заляльковуються в ґрунті.
Серед представників родини порівняно невелика кількість видів-монофагів, що розвиваються виключно за рахунок одного виду. Більшість видів все ж паразитують на великому числі різних господарів, які належать до одної родини або ряду. Зазвичай у тілі комахи-господаря відбувається розвиток однієї або кількох личинок одного виду тахін з однієї кладки яєць.
Тахіни — природні вороги багатьох комах, що регулюють чисельність останніх, чим приносять значну користь. Деякі види успішно акліматизовано в різних країнах для боротьби з колорадським і японським жуками, непарним шовкопрядом та іншими шкідниками. На клопах паразитують Phasia crassipennis і Gymnosoma dolycoridis.

## Фото

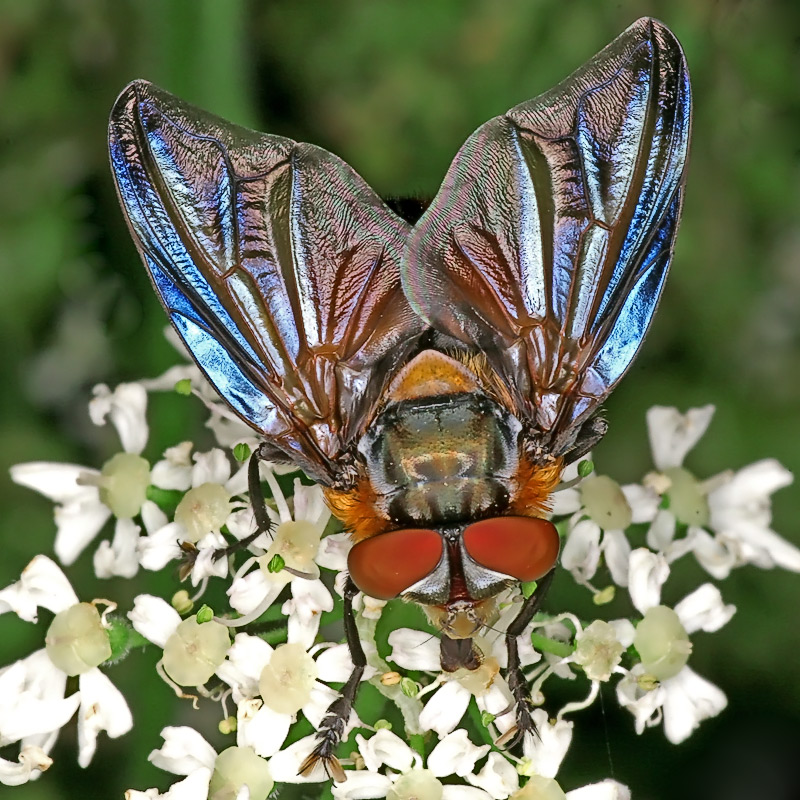
Phasia hemiptera
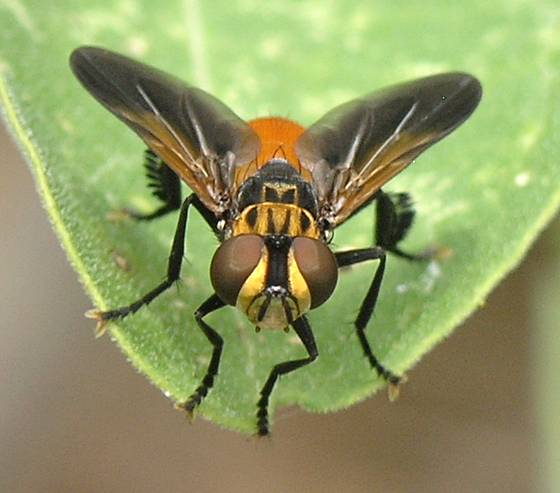
Trichopoda pennipes
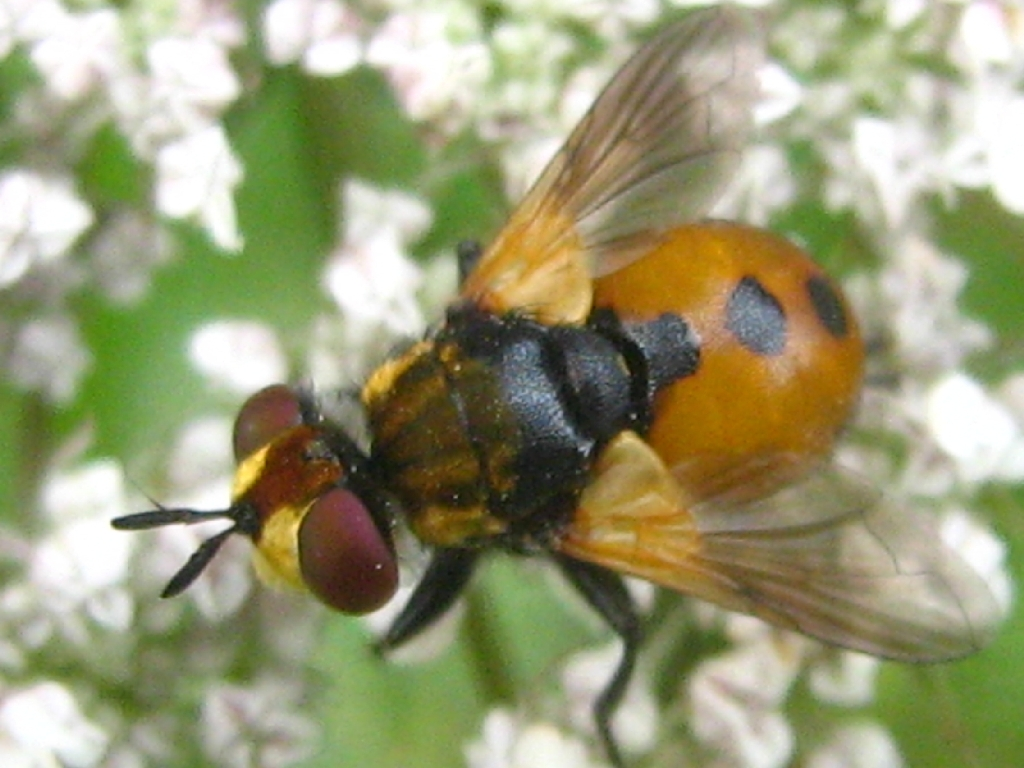
Gymnosoma sp.
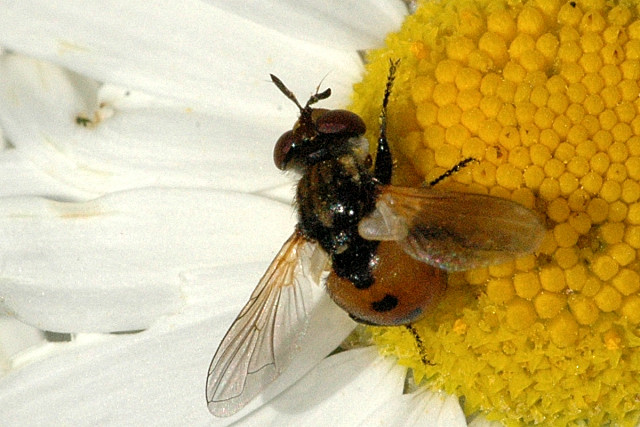
Gymnosoma nudifrons
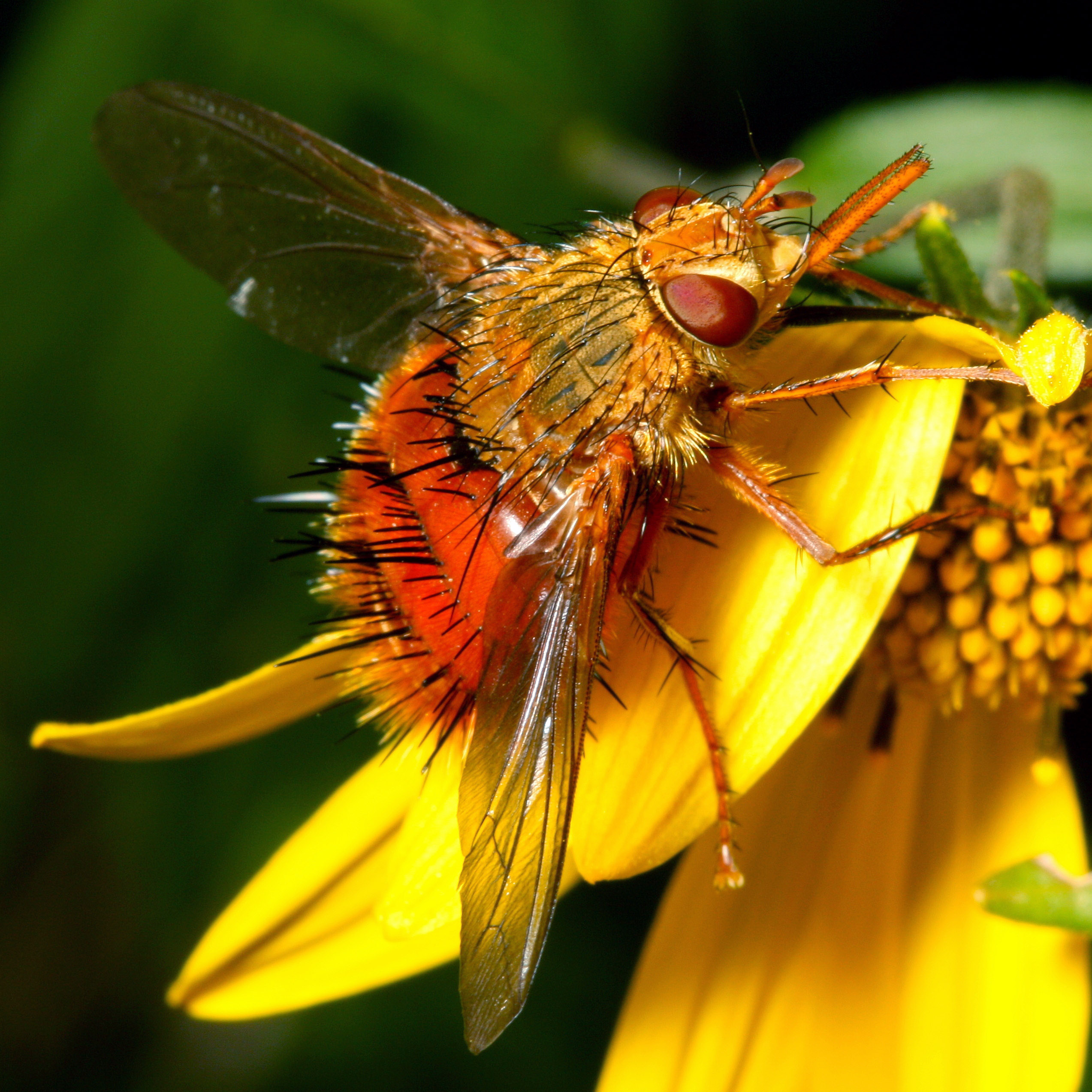
Adejeania vexatrix
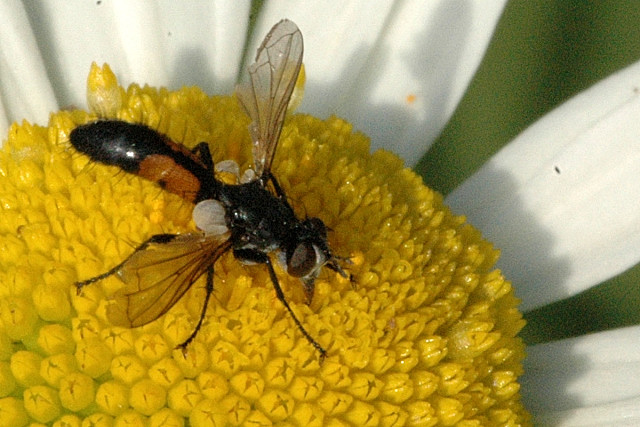
Cylindromyia auriceps
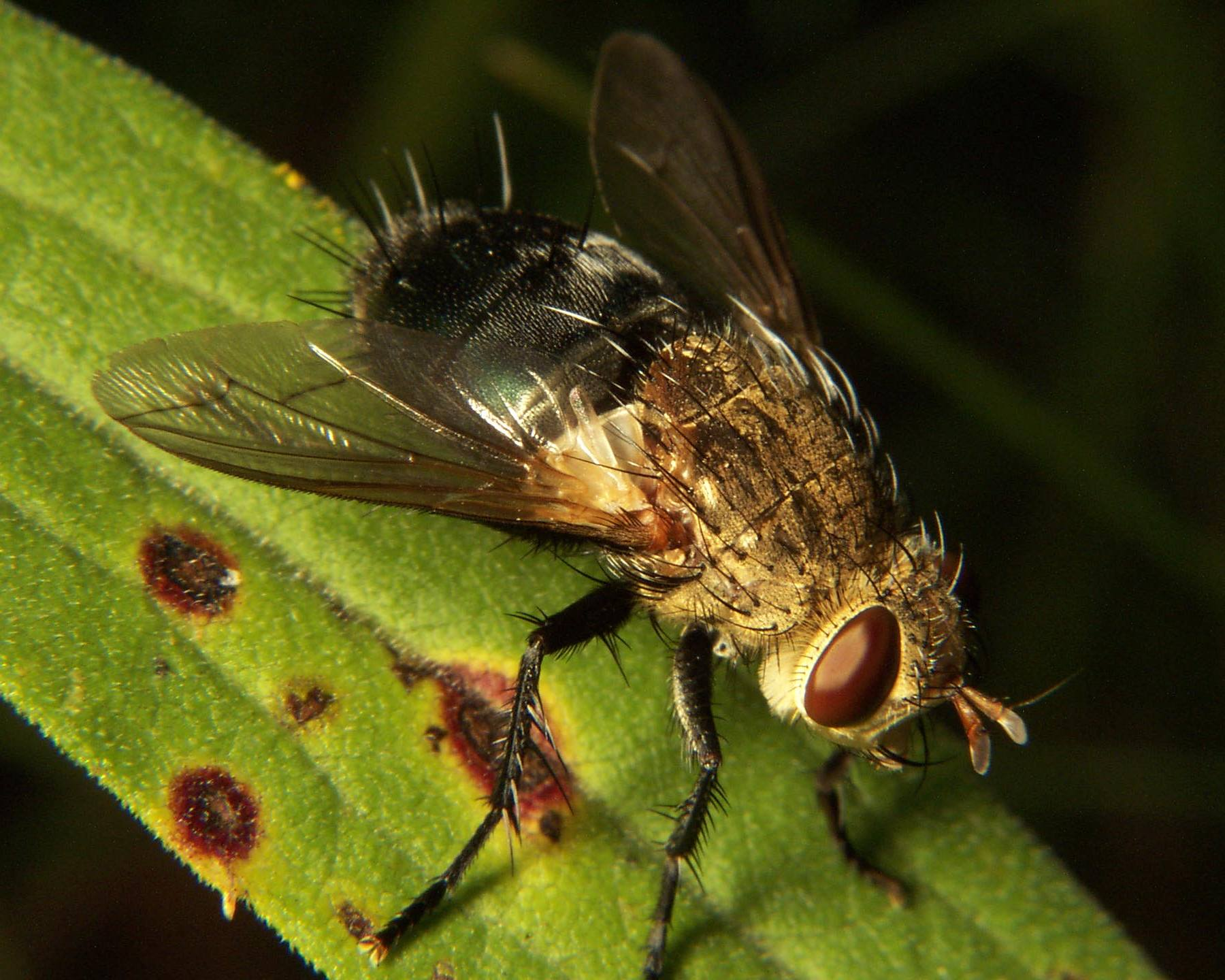
Archytas sp.
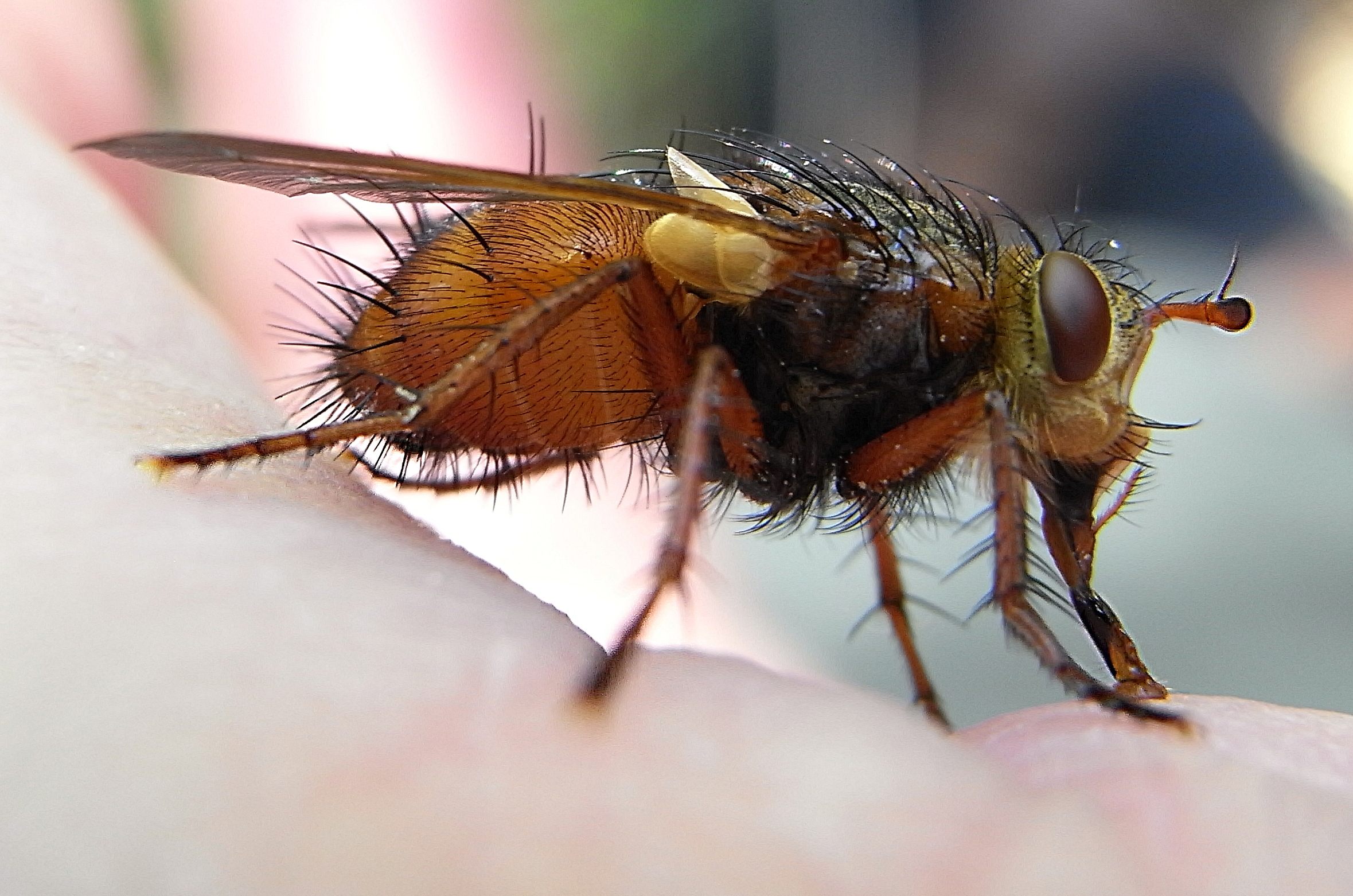
Tachina fera
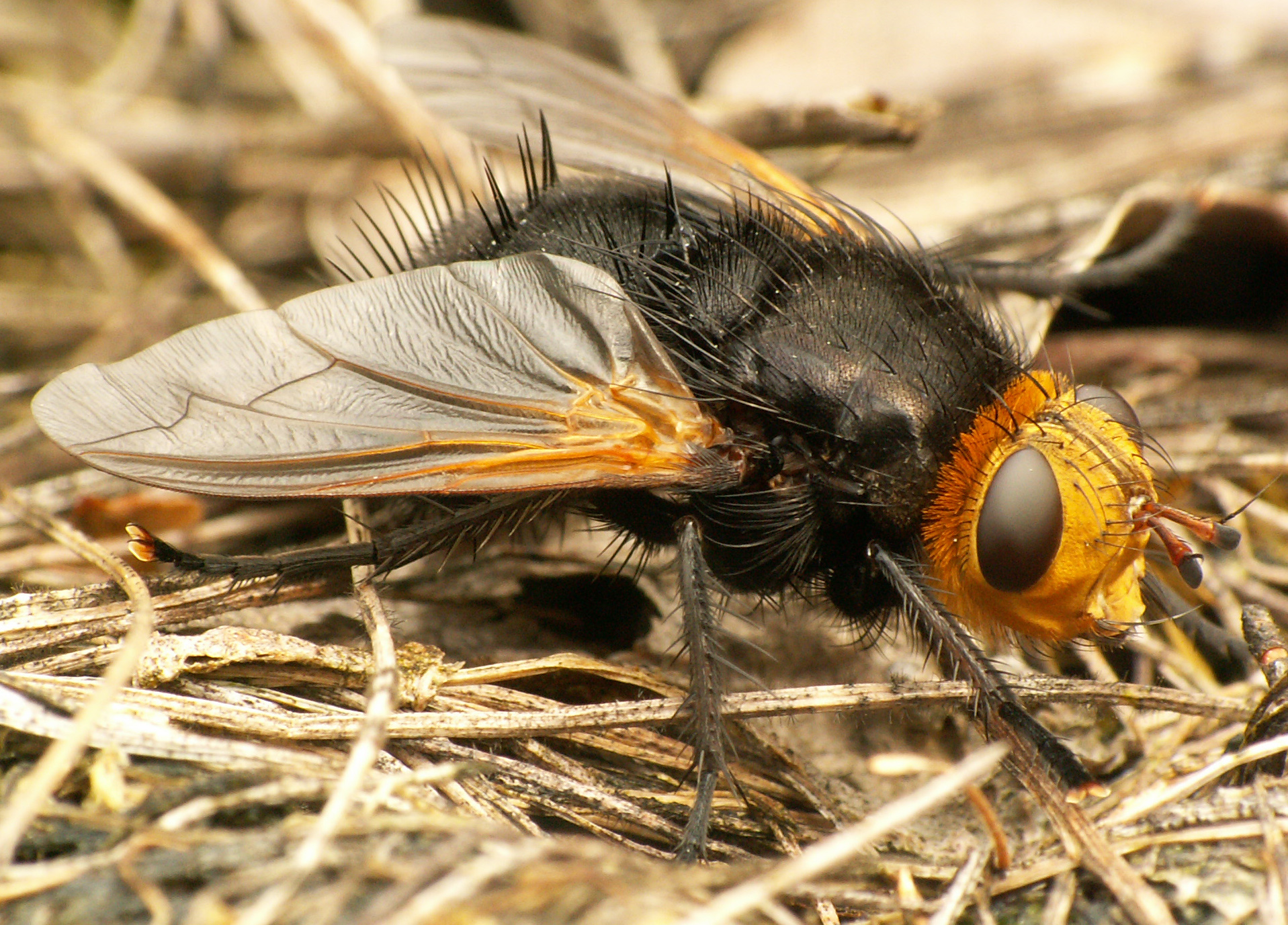
Tachina grossa
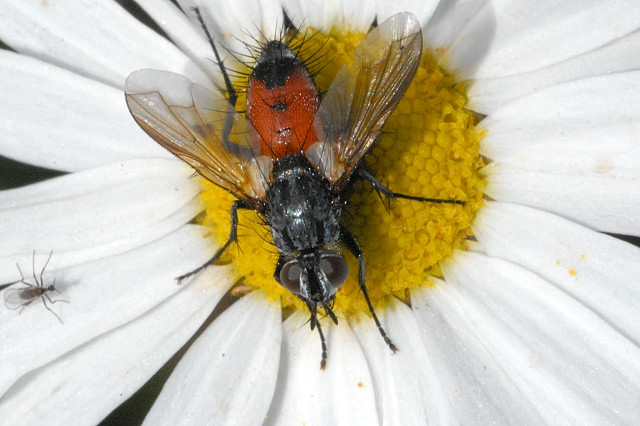
Eriothrix rufomaculatus
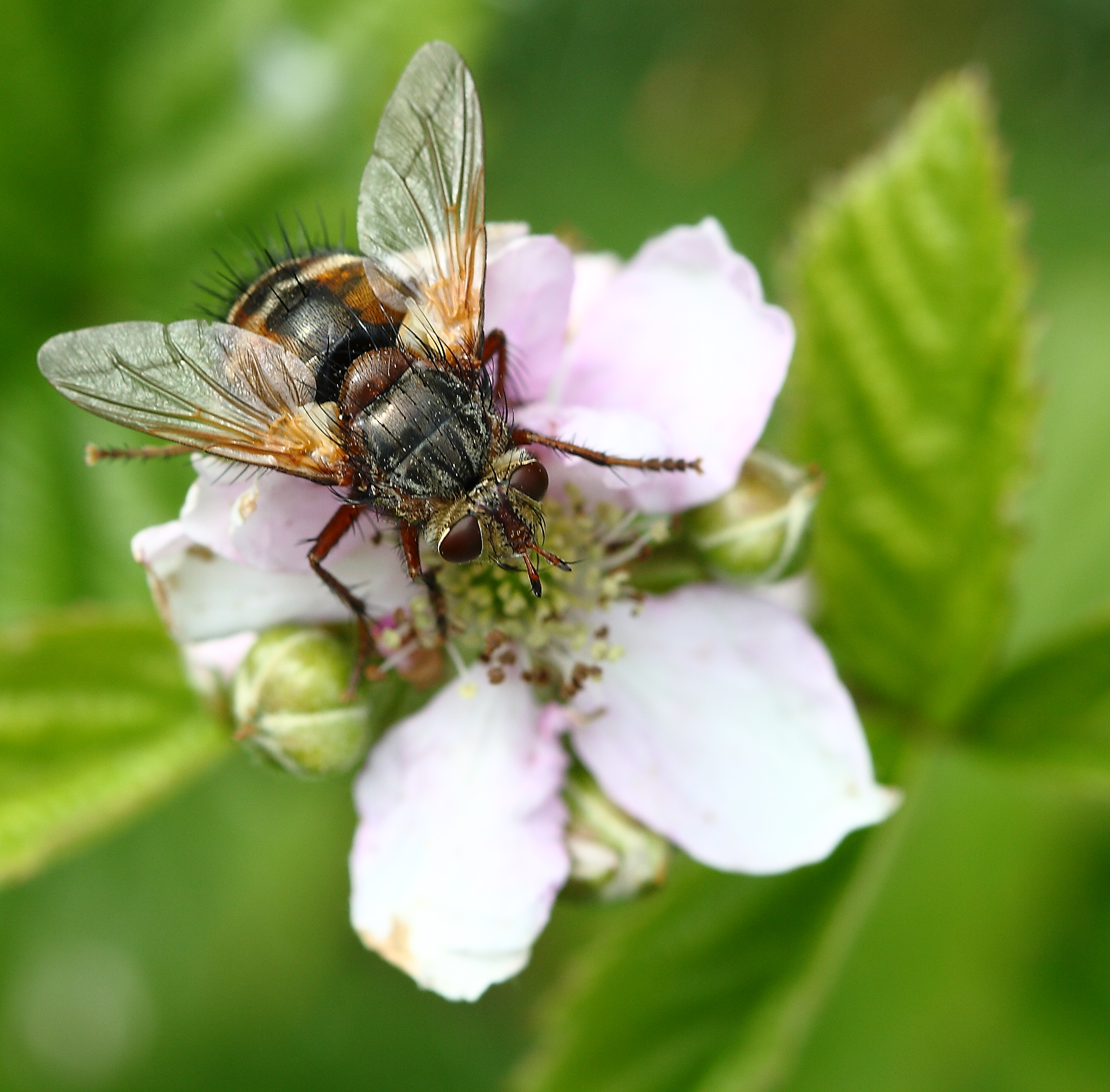
Echinomyia fera
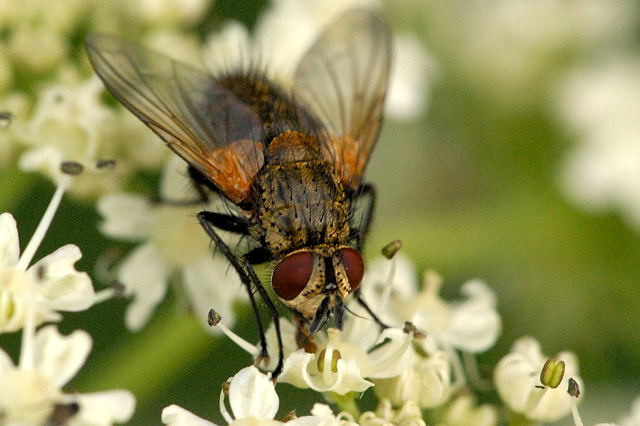
Allophorocera ferruginea
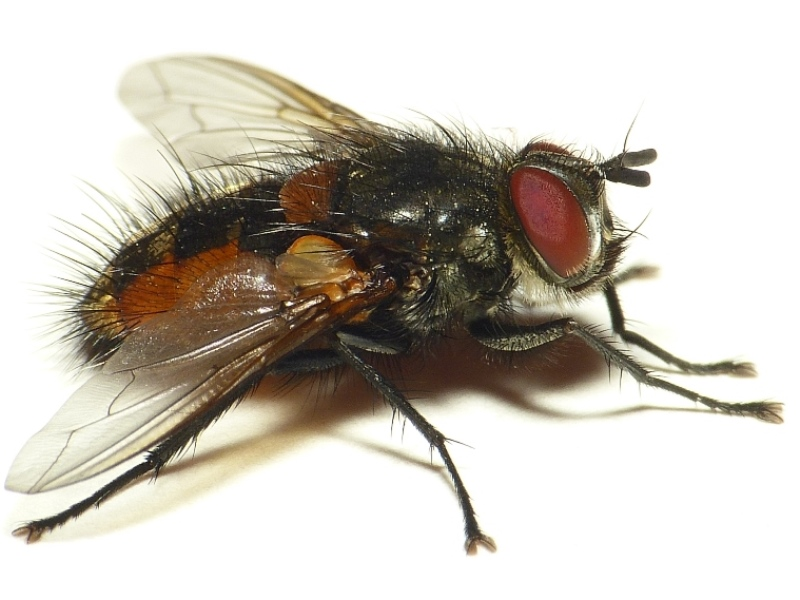
Winthemia variegata
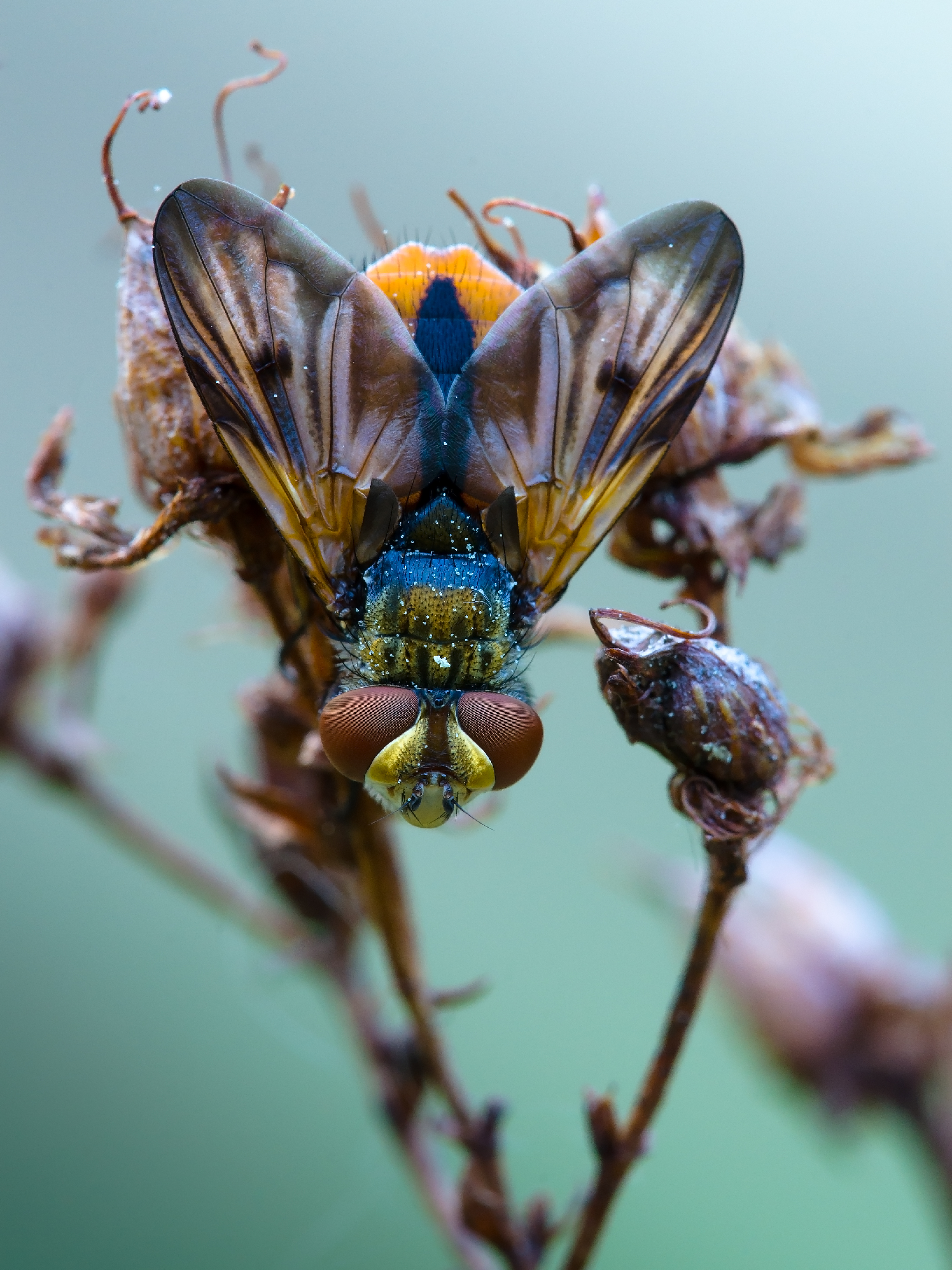
Ectophasia crassipennis